# 草山貞胤
草山 貞胤（くさやま さだたね 1823年6月9日（文政6年5月1日） - 1905年（明治38年）8月25日）は江戸・明治期の篤農家及び報徳運動家。

## 略歴
- 1823年（文政6年）5月1日 - 相模国大住郡平沢村（現・神奈川県秦野市平沢）に生まれる。生家は代々御岳神社の宮司を務める家系。
  - 草山の生まれた秦野は煙草栽培が盛んに行われており、彼も正条密植法や秦野式改良苗床を研究し成果を収めた。
- 1858年（安政5年） - 御岳神社宮司となる。
- 1888年（明治21年） - 水車によるたばこ刻み器を発明。
- 1893年（明治26年） - 報徳二宮神社初代社掌に就任。
- 1905年（明治38年）8月25日 - 死去。享年83。